# Paralicornia sinuosa
Paralicornia sinuosa is een mosdiertjessoort uit de familie van de Candidae. De wetenschappelijke naam van de soort is, als Scrupocellaria sinuosa, voor het eerst geldig gepubliceerd in 1927 door Ferdinand Canu en Ray Smith Bassler.